# 上海市參議會
上海市參議會為民國35年（1946年）至民國38年（1949年）間上海市的全市人民代表機關。民國35年8月13日正式集會，民國38年3月召開第一屆第九次大會後休會。1949年5月，上海市易幟后被廢止。會議初期先後在大西路1號、復興中路逸園及正始中學禮堂集會，第二次大會期間移往位於塘沽路295號的參議會會場（原日本人俱樂部）。

## 外部來源
- 我在上海市参议会三年 （页面存档备份，存于）—上海民革

| 先前機關： 上海市臨時參議會 | 上海市最高民意機構 1946年8月-1949年5月 | 後繼機關： 上海市各界人民代表会议 |